# Henry Molaison
Henry Gustav Molaison (26 de febrero de 1926, Hartford, Connecticut-2 de diciembre de 2008, Windsor Locks, Connecticut) fue un paciente estadounidense con un trastorno de memoria ampliamente estudiado desde finales de 1957 hasta su muerte. Durante mucho tiempo, fue conocido por sus iniciales, H. M., para proteger su privacidad. Su caso supuso un gran hito en el desarrollo de teorías explicativas de la asociación entre la función cerebral y la memoria, así como en el desarrollo de la neuropsicología cognitiva, una rama de la psicología que trata de comprender cómo se relacionan las diversas estructuras y funciones cerebrales con procesos psicológicos específicos. Antes de morir, vivió en una institución de cuidados localizada en Windsor Locks (Connecticut), donde colaboró como sujeto de investigación. Su cerebro se conserva en la Universidad de San Diego, donde se dividió en secciones histológicas el 4 de diciembre de 2009.

## Biografía

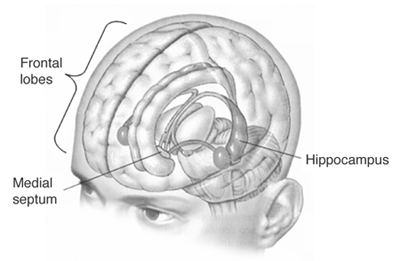
Henry Molaison perdió aproximadamente dos terceras partes de su hipocampo, giro hipocampal y amígdala.

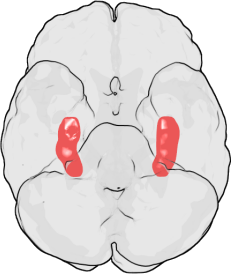
Hipocampo.

La formación hipocampal y las regiones corticales adyacentes.

Nació el 26 de febrero de 1926, y padeció de una epilepsia intratable, que a menudo le ha sido atribuida a un accidente mientras conducía su bicicleta a la edad de nueve años, en 1935, aunque este punto nunca se llegó a concretar con seguridad. Sufrió crisis parciales durante muchos años, y convulsiones tónico-clónicas desde los 16 años. En 1953 fue canalizado para su tratamiento al neurocirujano del Hartford Hospital, William Beecher Scoville.
Scoville localizó el origen de la epilepsia en los lóbulos temporales mediales izquierdo y derecho, y sugirió una extirpación quirúrgica bilateral del lóbulo temporal medial como medida de tratamiento. El 1 de septiembre de 1953, Scoville practicó la lobectomía bitemporal. Henry Molaison perdió aproximadamente dos terceras partes de su hipocampo, giro hipocampal y amígdala. Su hipocampo parecía haber quedado completamente infuncional, ya que los 2 cm restantes parecían atrofiados, y además, toda la corteza entorrinal (el principal centro de comunicación con el hipocampo) había sido destruida.
La cirugía surtió el efecto deseado en cuanto al objetivo de controlar los ataques epilépticos, pero le provocó una severa amnesia anterógrada: a pesar de que su memoria de trabajo y su memoria procedimental se hallaban intactas, no era capaz de incorporar nueva información a su memoria a largo plazo. De acuerdo con la opinión de algunos científicos (por ejemplo, Schmolck, Kensinger, Corkin, y Squire, 2002) Molaison se vio incapacitado para crear nuevos conocimientos semánticos, aunque el alcance de su incapacidad no está del todo clara. También sufrió una moderada amnesia retrógrada, no pudiendo recordar la mayor parte de los acontecimientos de los dos años previos a la cirugía, ni algunos de los acontecimientos ocurridos once años atrás, lo que implica que su amnesia retrógrada estaba graduada temporalmente. No obstante, su capacidad para formar recuerdos procedimentales a largo plazo estaba intacta. Así, por ejemplo, era capaz de adquirir nuevas habilidades motoras, a pesar de que luego no fuera capaz de recordar haberlas adquirido.
El caso fue mencionado por primera vez en un artículo por el propio Scoville y Brenda Milner, en el año 1957. Antes de su muerte, Molaison fue capaz de resolver crucigramas. Era capaz de rellenar las respuestas a preguntas que hacían referencia a conocimientos que había adquirido antes de 1953. Para la información posterior a 1953, era capaz de incorporar algunos recuerdos nuevos siempre y cuando pudiera asociarlos o enlazarlos de algún modo a los antiguos. Debido a su condición vivió siempre con sus padres y posteriormente con un pariente, no se casó ni tuvo hijos.
Falleció el 2 de diciembre de 2008 a los 82 años. Su cerebro fue donado a la ciencia, mientras que su cuerpo fue enterrado en el cementerio de Hillside en East Hartford, Connecticut.

## Repercusiones en el estudio de la memoria
El estudio de Henry Molaison no sólo fue de gran importancia por el conocimiento que proporcionó sobre la naturaleza del deterioro memorístico y la amnesia, sino que la operación cerebral específica a la que se sometió permitió una mejor comprensión de cómo se relacionan algunas áreas específicas del cerebro con los procesos que se hipotetizaba que debían ocurrir durante la formación de los recuerdos. En este sentido, proporcionó información de vital importancia sobre las patologías cerebrales y contribuyó al desarrollo de teorías sobre el funcionamiento de la memoria normal.
Concretamente, su aparente capacidad para realizar tareas que requerían el uso de la memoria a corto plazo y la memoria procedimental, pero no de la memoria episódica a largo plazo, sugirió que los recuerdos de estos sistemas memorísticos estaban mediados, al menos en parte, por áreas cerebrales diferentes. Del mismo modo, su capacidad para evocar los recuerdos a largo plazo que había almacenado antes de su intervención, en contraposición a su incapacidad para generar nuevos recuerdos a largo plazo, sugirió que la codificación y recuperación de la información de la memoria a largo plazo también podía estar controlada por sistemas diferentes.
Las investigaciones realizadas sobre estos datos revolucionaron la comprensión de la organización de la memoria humana. Proporcionaron pruebas tangibles que permitían rechazar antiguas teorías y desarrollar nuevos modelos comprensivos, concretamente sobre los procesos y estructuras neuronales subyacentes a la formación, almacenamiento y recuperación de recuerdos (Kolk y Whislaw, 1996).

## Contribuciones a la ciencia
El cerebro de Henry Molaison ha sido objeto de un estudio anatómico sin precedentes, desarrollado por la Dana Foundation y la National Science Foundation. El proyecto, encabezado por Jacopo Annese, director de The Brain Observatory en la universidad de San Diego, proporcionará una observación microscópica completa de todo el cerebro, con el objetivo de poner de manifiesto las bases neurológicas del histórico desorden memorístico de Molaison, a resolución celular. El 4 de diciembre de 2009, el grupo de Annese obtuvo 2401 secciones del cerebro de Molaison, encontrando sólo dos secciones dañadas y 16 secciones potencialmente problemáticas. En enero de 2014 se completó el proceso de creación del mapa tridimensional del cerebro, que quedó a disposición de científicos de todo el mundo interesados en el estudio de su caso.

### Amnesia
La condición general de Henry Molaison ha sido descrita como una amnesia anterógrada severa concurrente a una amnesia retrógrada graduada temporalmente. Molaison era incapaz de crear nuevos recuerdos a largo plazo de nuevos acontecimientos o nuevos conocimientos semánticos. Básicamente, vivía en el pasado. Dado que Molaison no mostró ningún empeoramiento en su rendimiento memorístico después de la cirugía, la extirpación bilateral del lóbulo temporal medial se considera responsable de este desorden memorístico. Consecuentemente, puede asumirse que los lóbulos temporales mediales son los componentes cerebrales más involucrados en la formación de recuerdos episódicos y semánticos a largo plazo. Smith y Kosslin (2007) describen los lóbulos temporales mediales como una zona de convergencia para la codificación episódica. Se han realizado estudios posteriores con pacientes que presentaban lesiones en estas áreas que han supuesto la confirmación de estas teorías.
A pesar de sus síntomas amnésicos, Henry Molaison se desempeñaba correctamente en pruebas de capacidad intelectual, lo que indica que algunas funciones memorísticas (almacenamiento a corto plazo, almacenamiento de palabras y fonemas, etc.) no se vieron perjudicadas por la cirugía. No obstante, la comprensión y producción del lenguaje a nivel de frases sí se veía alterada en este paciente (MacKay, James, Taylor y Marian, 2007). Molaison era capaz de recordar información durante breves periodos de tiempo. Este extremo fue probado en un experimento sobre la memoria de trabajo basado en el recuerdo de una serie de números. Su rendimiento no fue, de hecho, peor que el de los sujetos control. Este hallazgo corrobora la teoría de que la memoria de trabajo no está sustentada por las estructuras temporales mediales, y sirve como argumento favorable para la diferenciación general entre los almacenes de memoria a corto plazo y memoria a largo plazo (Kolb y Wishaw, 1996). La capacidad de evocación de palabras que conservaba Molaison es una prueba de que la memoria léxica es independiente de las estructuras temporales mediales.

### Aprendizaje de habilidades motoras
Además de mantener intactas las capacidades intelectuales y la memoria de trabajo, los estudios sobre la capacidad de Henry Molaison para adquirir nuevas habilidades motoras demostraron que esta capacidad se mantenía preservada. En un estudio conducido por Milner en los primeros años 60, Molaison adquirió la nueva habilidad de dibujar una figura mirando a su reflejo en un espejo. Otras pruebas de que su aprendizaje motor se hallaba intacto fueron proporcionadas por un estudio desarrollado por Suzanne Corkin (1968). En este estudio, se sometió a Molaison a tres tareas diferentes de aprendizaje motor, resultando un desempeño adecuado en todas ellas. Su capacidad para aprender procedimientos de resolución de problemas también quedó demostrada mediante la tarea de la Torre de Hanói (Kolb & Whishaw, 1996).
Los experimentos que involucraban el estudio del primado de repetición validaron la capacidad de  Henry Molaison para adquirir recuerdos implícitos (no conscientes), en contraste con su incapacidad para adquirir nuevos recuerdos episódicos y semánticos. Estos hallazgos proporcionaron la evidencia de que la memoria de habilidades y el primado de repetición se sustentan bajo estructuras neuronales diferentes a las que subyacen a los recuerdos de hechos y episodios; al contrario que las memorias episódica y semántica, la memoria procedimental y el primado de repetición no se encuentran controladas por las estructuras temporales mediales (Corkin, 1984).
La disociación de las estructuras neuronales subyacentes entre las capacidades de aprendizaje implícito y explícito mostrada por Molaison ha servido de gran ayuda para comprender el funcionamiento de la memoria humana: los recuerdos a largo plazo no son unitarios, y pueden diferenciarse según se trate de recuerdos declarativos o no declarativos.

### Memoria espacial
De acuerdo con Corkin, los estudios de las capacidades memorísticas de Henry Molaison han proporcionado información sobre las estructuras neuronales responsables de la memoria espacial y el procesamiento de la información espacial. A pesar de su incapacidad generalizada para formar nuevos recuerdos a largo plazo de tipo episódico y declarativo, y asumiendo el deterioro severo sufrido en materia de memoria espacial, Molaison era capaz de dibujar un mapa bastante detallado de su casa. Este hallazgo es importante, máxime teniendo en cuenta que Molaison tuvo que mudarse cinco años después de su operación y, por tanto, dada su severa amnesia anterógrada, las expectativas más comunes eran que la adquisición de recuerdos topográficos estaría asimismo bastante deteriorada. Corkin hipotetizó que Molaison «era capaz de construir un mapa cognitivo de la base espacial de su casa como resultado de recorrerla diariamente de habitación a habitación».
Con respecto a las estructuras neuronales subyacentes, Corkin (2002) argumenta que la capacidad de Henry Molaison para generar un mapa del suelo de su casa se debe a la existencia de estructuras intactas en su red de procesamiento espacial (por ejemplo, la parte posterior de su giro hipocampal). Además de su memoria topográfica, Molaison mostró cierta capacidad de aprendizaje en una tarea de memorización y reconocimiento de fotografías, así como en un test de reconocimiento de rostros famosos, pero solo cuando se apoyaba en pistas fonéticas. El rendimiento positivo de Molaison en la tarea de reconocimiento de imágenes puede deberse a la existencia de partes preservadas de su corteza perirrinal ventral.
Además, Corkin sugiere que, a pesar de la incapacidad general de Henry Molaison para generar nuevos recuerdos declarativos, parecía ser capaz de adquirir pequeñas piezas de información relacionada con la vida pública (por ejemplo, recuperación ayudada con pistas de algunos nombres de personas famosas). Estos hallazgos subrayan la importancia que tenían, en su caso, los fragmentos preservados extrahipocampales para la memoria semántica y de reconocimiento, y mejoran nuestro entendimiento de las relaciones entre las diferentes estructuras del lóbulo temporal medial. El severo deterioro de Molaison en algunas tareas espaciales proporciona evidencias suficientes para establecer una asociación entre el hipocampo y la memoria espacial (Kolb & Whishaw, 1996).

### Consolidación de recuerdos
Otra contribución de Henry Molaison a nuestra comprensión de la memoria humana tiene que ver con las estructuras neuronales de los procesos de la consolidación de la memoria, responsable de la formación de recuerdos estables a largo plazo (Eysenck y Kane, 2005). Molaison mostró una amnesia retrógrada graduada temporalmente, de modo que era capaz de recordar acontecimientos de su infancia, pero tenía dificultades para recordar acontecimientos ocurridos durante los años inmediatamente anteriores a su operación (Smith y Kosslin, 2007, p. 214). Sus antiguos recuerdos no estaban deteriorados. Esto sugiere que los recuerdos de la infancia no se encuentran almacenados en el lóbulo temporal medial, mientras que los recuerdos a largo plazo más recientes sí parecen guardar una relación más estrecha con esta estructura cerebral. Se hipotetiza que las estructuras temporales mediales, que habían sido seccionadas en la operación, están involucradas en la consolidación de los recuerdos, existiendo la creencia de que las interacciones entre el lóbulo temporal medial y varias regiones corticales laterales almacenan los recuerdos mediante la lenta formación de asociaciones directas entre las representaciones corticales de la experiencia (Smith y Kosslyn, 2007, p. 214).

## Lecturas complementarias
- H. Schmolck, E.A. Kensinger, S. Corkin, y L. Squire (2002). «Semantic knowledge in Patient H.M. and other patients with bilateral medial and lateral temporal lobe lesions» (PDF). Hippocampus (en inglés) 12 (4): 520-533. PMID 12201637. doi:10.1002/hipo.10039. Consultado el 15 de abril de 2011.
- S. Corkin (1984). «Lasting consequences of bilateral medial temporal lobectomy: Clinical course and experimental findings in H.M.» (PDF). Seminars in Neurology (en inglés) 4 (4): 249-259. doi:10.1055/s-2008-1041556. Consultado el 15 de abril de 2011.
- D.G. MacKay, James, L.E., J. K. Taylor y Marian, D.E. (2007). «Amnesic H.M. exhibits parallel deficits and sparing in language and memory: Systems versus binding theory accounts». Language and Cognitive Processes (en inglés) 22 (3): 377-452. doi:10.1080/01690960600652596.
- S. Corkin, D. G. Amaral, R. G. González, K. A. Johnson y B. T. Hyman (1997). «H. M.'s medial temporal lobe lesion: Findings from magnetic resonance imaging». The Journal of Neuroscience 17 (10): 3.964-3.979. Consultado el 15 de abril de 2011.
- S. Corkin (1968). «Acquisition of motor skill after bilateral medial temporal-lobe excision» (PDF). Neuropsychologia (en inglés) 6 (6): 255-265. doi:10.1016/0028-3932(68)90024-9. Consultado el 15 de abril de 2011.
- M. W. Eysenck, y M. T. Keane (2005). Cognitive Psychology: A Student’s Handbook (en inglés) (5 edición). Hove, Reino Unido: Psychology Press. ISBN 0863773753.
- B. Kolb and I. Q. Whishaw, I. Q. (1996). Fundamentals of human neuropsychology (en inglés) (4 edición). Nueva York: W. H. Freeman.
- Philip J. Hilts (1996). Memory's Ghost (en inglés). Nueva York: Simon & Schuster. ISBN 0-684-82356-X.